# Contea di Lamar (Texas)
La contea di Lamar in inglese Lamar County è una contea dello Stato del Texas, negli Stati Uniti. La popolazione al censimento del 2010 era di 49 793 abitanti, mentre il capoluogo di contea è Paris.

## Storia
La contea è stata creata il 17 dicembre 1840 dal Congresso della Repubblica del Texas, ed organizzata l'anno successivo. Il suo nome deriva da Mirabeau Buonaparte Lamar, terzo presidente del Texas (1838–1842).

## Geografia fisica
| Anno | Popolazione | ±%     |
| ---- | ----------- | ------ |
| 1850 | 3,978       |        |
| 1860 | 10,136      | 154.8% |
| 1870 | 15,790      | 55.8%  |
| 1880 | 27,193      | 72.2%  |
| 1890 | 37,302      | 37.2%  |
| 1900 | 48,627      | 30.4%  |
| 1910 | 46,544      | −4.3%  |
| 1920 | 55,742      | 19.8%  |
| 1930 | 48,529      | −12.9% |
| 1940 | 50,425      | 3.9%   |
| 1950 | 43,033      | −14.7% |
| 1960 | 34,234      | −20.4% |
| 1970 | 36,062      | 5.3%   |
| 1980 | 42,156      | 16.9%  |
| 1990 | 43,949      | 4.3%   |
| 2000 | 48,499      | 10.4%  |
| 2010 | 49,793      | 2.7%   |

Secondo l'Ufficio del censimento degli Stati Uniti d'America la contea ha un'area totale di 933 miglia quadrate (2420 km²), di cui 907 miglia quadrate (2350 km²) sono terra, mentre 926 miglia quadrate (2400 km², corrispondenti al 2,8% del territorio) sono costituiti dall'acqua.

### Strade principali
- U.S. Highway 82
- U.S. Highway 271
- State Highway 19
- State Highway 24
- Loop 286

### Contee adiacenti
- Choctaw County (nord)
- Red River County (est)
- Delta County (sud)
- Fannin County (ovest)
- Bryan County (nord-ovest)

## Educazione
Nella contea sono presenti i seguenti distretti scolastici:
- Chisum ISD
- Fannindel ISD
- Honey Grove ISD
- North Lamar ISD
- Paris ISD
- Prairiland ISD
- Roxton ISD
- Paris Junior College